# No Woman, No Cry
No Woman, No Cry è una canzone reggae cantata da Bob Marley & the Wailers.

## Storia
La canzone fu incisa una prima volta nel 1974 nell'album Natty Dread, tuttavia è forse più conosciuta la versione dal vivo contenuta nell'album del 1975 Live!, versione che è stata inserita nell'antologia Legend. Sebbene sia stata molto probabilmente scritta da Bob Marley stesso, i diritti d'autore di questa canzone furono intestati a Vincent Ford, un amico d'infanzia di Marley, proprietario di una mensa di Trenchtown, il ghetto di Kingston in Giamaica, luogo di ristoro della povera gente del luogo e, a volte, dello stesso Marley, che a un certo punto della sua vita era stato sul punto di fallire. Le entrate provenienti dai diritti di questa canzone hanno assicurato la sopravvivenza e l'efficienza della mensa fino ai giorni nostri.

Secondo Vivien Goldman, biografa di Marley, la canzone potrebbe essere nata in questo modo: 
La versione di Marley & the Wailers di No Woman, No Cry occupa il numero 37 nella lista delle 500 migliori canzoni secondo Rolling Stone.

## Cover
Tra i molti artisti che hanno eseguito una cover del brano, il gruppo ska punk Spunge è l'unico che abbia mai avuto il permesso ufficiale dalla famiglia Marley di cambiare il testo, nella loro cover contenuta nell'album Room for Abuse. In Italia, all'interno del programma Non è la Rai nel 1994, Francesca Pettinelli ne ha eseguita una cover inserita poi nell'album Dance with Francesca.

## Classifiche
| Classifica (1975) | Posizione massima |
| ----------------- | ----------------- |
| Italia            | 32                |
| Nuova Zelanda     | 30                |
| Paesi Bassi       | 23                |
| Regno Unito       | 22                |
| Classifica (1981) | Posizione massima |
| Irlanda           | 5                 |
| Regno Unito       | 8                 |